# Morebilus gammon
Morebilus gammon là một loài nhện trong họ Trochanteriidae. Loài này phân bố ở Nam Úc.